# Al-Nassr Saudi Club Al-Riyad
|  | Aquest article tracta sobre el club de futbol saudita. Vegeu-ne altres significats a «Al-Nasr». |

L'Al-Nassr Saudi Club (àrab: نادي النصر السعودي, Nādī an-Naṣr as-Saʿūdī, ‘Club Saudita de la Victòria’) és un club de futbol saudita de la ciutat de Riad. Al-Nassr significa ‘la Victòria’.
La mascota del club és el "Cavaller", que representa els històrics cavallers de Najd. L'Al-Nassr té un valor de mercat de 144 milions d'euros el 2024, el tercer més alt de l'Aràbia Saudita.

## Història
El club va ser fundat el 1955 pels germans Hussein i Zeid Al-Ja'ba. El club operà com a club amateur fins al 1960, any en què es registrà oficialment. El club començà a participar en la Segona Divisió fins a l'any 1963, en què ascendí per primer cop a la màxima categoria. Durant els 70 i 80 el club passà a la primera línia del futbol saudita amb un total de 4 lligues, 6 copes del rei, 2 copes del príncep i una copa federació. Als anys 90, a més de 2 lligues, una copa del rei i una copa federació, l'Al-Nasr guanyà dues copes del Golf, una recopa asiàtica i una supercopa asiàtica.

## Presidents
| Num. | Nom                                    | De   | A       |
| ---- | -------------------------------------- | ---- | ------- |
| 1    | Mr. Zeid Al-Ja'ba                      | 1955 | 1956    |
| 2    | Mr. Ahmed Abdullah Ahmed               | 1956 | 1960    |
| 3    | Mr. Mohammed Asaad Al-Wehaibi          | 1960 | 1960    |
| 4    | Mr. Mohammed Ahmed Al-Odaini           | 1960 | 1960    |
| 5    | Prince Abdulrahman Bin Saud            | 1960 | 1969    |
| 6    | Prince Sultan Bin Saud                 | 1969 | 1975    |
| 7    | Prince Abdulrahman Bin Saud            | 1975 | 1997    |
| 8    | Prince Faisal Bin Abdulrahman Bin Saud | 1997 | 2000    |
| 9    | Prince Abdulrahman Bin Saud            | 2000 | 2005    |
| 10   | Prince Mamdoh Bin Abdulrahman Bin Saud | 2005 | 2006    |
| 11   | Prince Faisal Bin Abdulrahman Bin Saud | 2006 | Present |

## Jugadors destacats
| - Majed Abdullah - Fahd Al-Herafy - Mohaisn Al-Jam'aan - Nasser Al-Johar - Yousef Khamis - Salim Marwan - Salih Al-Mutlaq - Saud Al-Hemali | - Nashat Akram - Hristo Stoítxkov - Denílson - Marcelinho Carioca - Alberto Blanco - Julio César Baldivieso - Carlos Tenorio | - Smahi Triki - Hicham Aboucherouane - Ahmed Bahja - Emad El-Nahhas - Moussa Saïb - Youssouf Falikou Fofana - Ohene Kennedy |

## Entrenadors destacats
- Mário Zagallo
- Joel Santana
- Ilie Balaci
- Mircea Rednic
- Henri Michel
- Jean Fernandez
- Artur Jorge
- Milan Živadinović
- Ljubiša Broćić
- Foeke Booy
- Julio Asad

## Palmarès

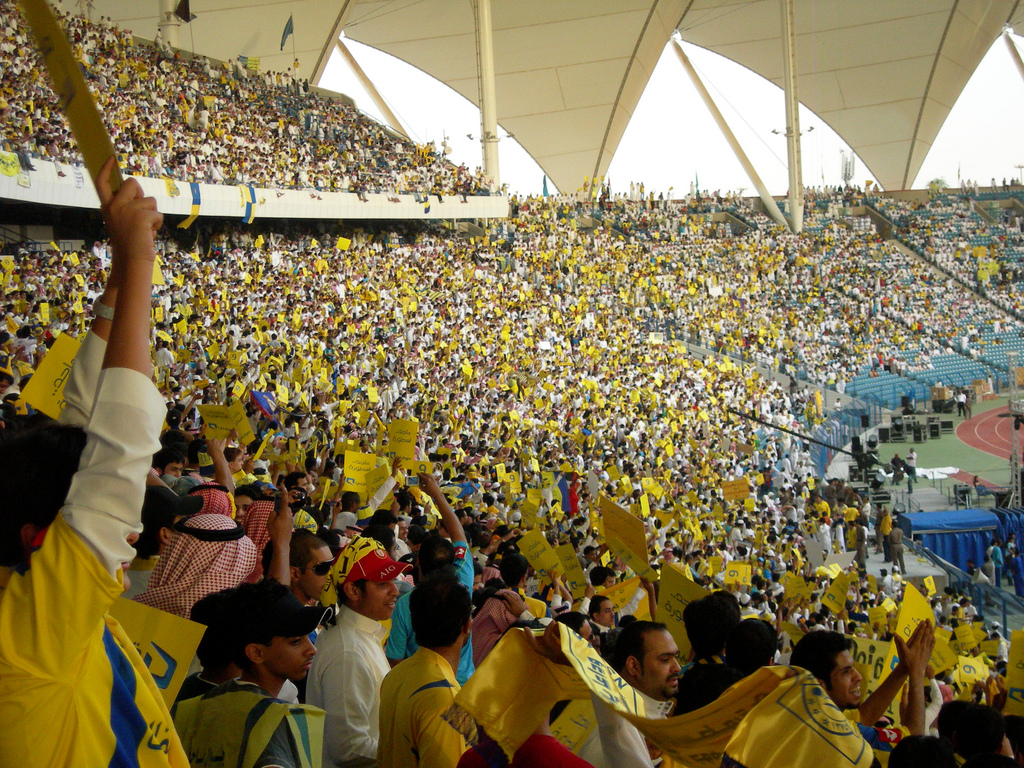
Seguidors del club.

### Títols nacionals
- Lliga saudita de futbol:[6]
  - 1975, 1980, 1981, 1989, 1994, 1995, 2014, 2019
- Copa del Rei saudita de futbol:[7]
  - 1974, 1976, 1981, 1986, 1987, 1990
- Copa del Príncep de la Corona saudita de futbol:[7]
  - 1973, 1974, 2014
- Copa Federació saudita de futbol:[7]
  - 1977, 1998, 2008
- Copa de la Província Est: 
  - 1971, 1972

### Títols internacionals
- Recopa asiàtica de futbol:
  - 1998
- Supercopa asiàtica de futbol:
  - 1998
- Copa del Golf de clubs de futbol:
  - 1996, 1997
- Copa Internacional de Damasc:
  - 2004